# Kontraduety z zaświatów
Kontraduety z zaświatów (jap. 黄泉のツガイ Yomi no tsugai) – manga autorstwa Hiromu Arakawy, publikowana na łamach magazynu „Gekkan Shōnen Gangan” wydawnictwa Square Enix od grudnia 2021. Na jej podstawie powstanie serial anime, za produkcję którego odpowiadać będzie Bones Film.

## Manga
Seria oficjalnie została zapowiedziana 11 lipca 2021 z okazji 20-lecia wcześniejszej mangi Arakawy – Fullmetal Alchemist. Pierwszy rozdział ukazał się 10 grudnia tego samego roku w magazynie „Gekkan Shōnen Gangan”. Następnie wydawnictwo Square Enix rozpoczęło zbieranie rozdziałów do wydań w formacie tankōbon, których pierwszy tom ukazał się 10 czerwca 2022.
10 marca 2023 wydawnictwo Japonica Polonica Fantastica zapowiedziało wydanie mangi w Polsce, natomiast pierwszy tom ukazał się w październiku tego samego roku.
| Nr | Język japoński   | Język japoński         | Język polski     | Język polski           |
| Nr | Data wydania     | ISBN                   | Data wydania     | ISBN                   |
| -- | ---------------- | ---------------------- | ---------------- | ---------------------- |
| 1  | 10 czerwca 2022  | ISBN 978-4-7575-7962-0 | październik 2023 | ISBN 978-83-8264-311-4 |
| 2  | 12 września 2022 | ISBN 978-4-7575-8100-5 | marzec 2024      | ISBN 978-83-8264-312-1 |
| 3  | 10 lutego 2023   | ISBN 978-4-7575-8401-3 | lipiec 2024      | ISBN 978-83-8264-313-8 |
| 4  | 12 czerwca 2023  | ISBN 978-4-7575-8608-6 | marzec 2025      | ISBN 978-83-8264-314-5 |
| 5  | 12 września 2023 | ISBN 978-4-7575-8786-1 | —                |                        |
| 6  | 12 stycznia 2024 | ISBN 978-4-7575-8877-6 | —                |                        |
| 7  | 11 maja 2024     | ISBN 978-4-7575-9184-4 | —                |                        |
| 8  | 12 września 2024 | ISBN 978-4-7575-9412-8 | —                |                        |
| 9  | 12 marca 2025    | ISBN 978-4-7575-9733-4 | —                |                        |
| 10 | 11 lipca 2025    | ISBN 978-4-75759-950-5 | —                |                        |

## Anime
Adaptacja w formie telewizyjnego serialu anime została ogłoszona podczas panelu Crunchyroll na Anime Expo w lipcu 2025. Seria zostanie wyprodukowana przez studio Bones Film i wyreżyserowana przez Masahiro Andō. Scenariusz napisze Noboru Takagi, projekty postaci przygotowuje Nobuhiro Arai, a muzykę skomponuje Kenichirō Suehiro. Prawa do streamingu anime nabył Crunchyroll.

## Odbiór
W 2022 roku Kontraduety z zaświatów zajęły 19. miejsce na liście „książka roku” magazynu Da Vinci. W poradniku Kono manga ga sugoi! (edycja 2023 roku) manga zajęła 15. miejsce w kategorii dla chłopców. W tym samym roku seria uplasowała się także na 2. miejscu w rankingu najchętniej polecanych komiksów przeprowadzonym wśród pracowników księgarni w Japonii. 
Francesco Cacciatore, redaktor serwisu Screen Rant, uznał Kontraduety z zaświatów za jedną z najlepszych mang, które zadebiutowały w 2021 roku, podkreślając potencjał, jaki wykazuje, mimo że do końca roku ukazał się tylko jeden rozdział. Dodatkowo porównał on ją do Miecza zabójcy demonów – Kimetsu no Yaiba autorstwa Koyoharu Gotōge ze względu na to, że w obu seriach protagonistami są brat oraz siostra. Carlyle Edmundson, również piszący dla Screen Rant, porównał koncepcję tsugai obecną w mandze do standów występujących w serii JoJo’s Bizarre Adventure autorstwa Hirohiko Arakiego.